# Jeroen Fischer
Jeroen Luc Ward Fischer (12 februari 1966) is een voormalige Belgische atleet, die was gespecialiseerd in de sprint en het verspringen. Hij nam eenmaal deel aan de Europese kampioenschappen en veroverde op drie onderdelen zeven Belgische titels.

## Biografie
Fischer veroverde in 1986 zijn eerste Belgische titel alle categorieën op de 200 m. Het volgende jaar realiseerde hij een dubbel met ook een titel op het verspringen. In 1988 werd hij voor het eerst kampioen op de 400 m.
Fischer nam in 1986 deel aan de Europese kampioenschappen. Hij werd uitgeschakeld in de reeksen van de 200 m. In 1987 werd hij met een persoonlijk record van 8,01 m op het Belgisch kampioenschap geselecteerd voor de wereldkampioenschappen in Rome, maar startte niet.

## Persoonlijk
Fischer heeft één dochter en twee zoons.

### Clubs
Fischer was aangesloten bij Hermes Atletiek Oostende en verhuisde daarna naar KAA Gent (atletiek).

## Belgische kampioenschappen
| Onderdeel   | Jaar             |
| ----------- | ---------------- |
| 200 m       | 1986, 1987, 1991 |
| 400 m       | 1988, 1989, 1990 |
| verspringen | 1987             |

## Persoonlijke records
| Onderdeel   | Prestatie | Datum            | Plaats    |
| ----------- | --------- | ---------------- | --------- |
| 100 m       | 10,44 s   | 21 mei 1988      | Nijvel    |
| 200 m       | 20,84 s   | 21 mei 1988      | Nijvel    |
| 300 m       | 32,91 s   | 16 juli 1988     | Gateshead |
| 400 m       | 46,24 s   | 3 september 1988 | Heizel    |
| verspringen | 8,01 m    | 31 juli 1987     | Heizel    |

## Palmares

### 200 m
- 1986:  BK AC – 21,13 s
- 1986: 5e in reeks EK in Stuttgart – 21,58 s
- 1987:  BK AC – 20,90 s
- 1991:  BK AC indoor - 21,24 s
- 1991: 5e in ½ fin. WK indoor in Sevilla – 21,73
- 1991:  BK AC – 21,28 s

### 400 m
- 1988:  BK AC – 46,24 s
- 1989:  BK AC – 47,34 s
- 1990:  BK AC indoor – 47,78 s
- 1990:  BK AC – 47,15 s

### 110 m horden
- 1985: 7e in ½ fin. EK junioren in Cottbus - 14,77 s

### verspringen
- 1985: 10e in kwal. EK junioren in Cottbus  – 5,11 m
- 1987: 11e EK indoor in Liévin – 7,62 m
- 1987:  BK AC – 8,01 m
- 1987: DNS WK in Rome